# Chelonus unimaculatus
Chelonus unimaculatus är en stekelart som beskrevs av Szepligeti 1905. Chelonus unimaculatus ingår i släktet Chelonus och familjen bracksteklar. Inga underarter finns listade i Catalogue of Life.